# Lesní park Klimkovice
Lesní park Klimkovice se nachází u jodového Sanatoria Klimkovice v lese u Hýlova (katastru a místní části obce Klimkovice) a na katastru obce Čavisov v okrese Ostrava-město v Moravskoslezském kraji. Geograficky patří do pohoří Vítkovská vrchovina (subprovincie Nízkého Jeseníku).

## Další informace
Unikátní turisticky atraktivní bezbariérový Lesní park Klimkovice navazuje na léčebný areál Sanatorií Klimkovice. Je tvořen z ekologických herních a vzdělávacích prvků, informačních panelů, odpočinkových laviček, přírodních sportovišť a stezek citlivě zasazených do přírodního prostředí lesa. Atraktivní formou podporuje ekologické chování a pozitivní vztah k přírodě, integraci handicapovaných a společné využívání lesa pro rekreaci, rehabilitaci, odpočinek a sport zdravých i nemocných lidí všech věků. V Lesním parku Klimkovice se také nachází Naučná stezka Lesní park Klimkovice a expozice soch Člověk a příroda. Místo je přístupné také po turistických stezkách a cyklostezkách. Lesní park je celoročně volně přístupný.

## Galerie

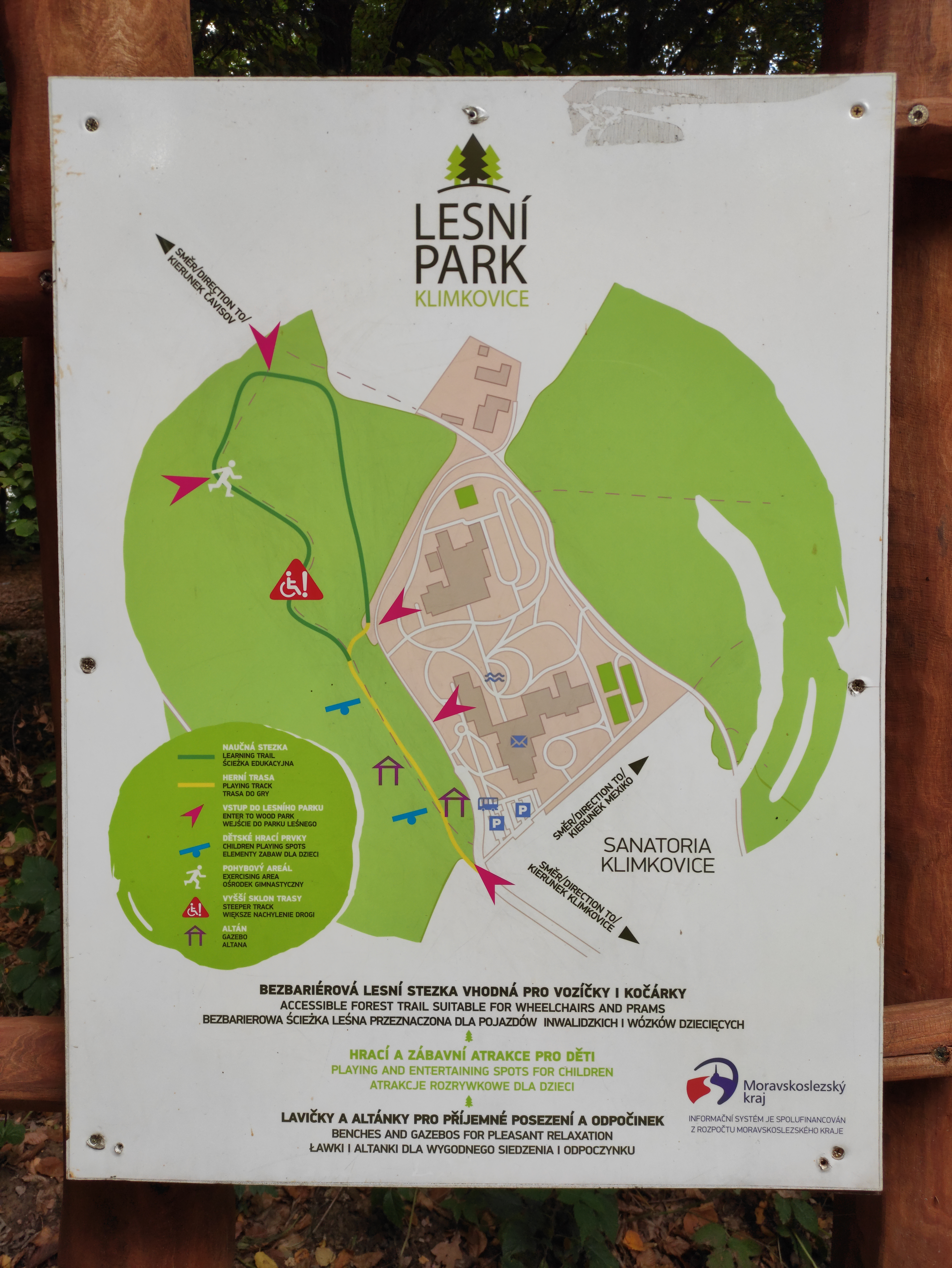